# Bula de Oro de 1222
La Bula de Oro de 1222 fue una bula de oro, o edicto, sancionado en 1222 por el rey Andrés II de Hungría a consecuencia de la presión de los señores feudales húngaros que cada vez tenían más poder. Fue uno de los primeros ejemplos de limitación constitucional de poderes de una monarquía europea. El documento fue emitido en la dieta de Fehérvár del año 1222. La ley establecía los derechos de la nobleza húngara, incluyendo el derecho a desobedecer al rey cuando este actuaba en contra de la ley (ius resistendi). Los nobles y la iglesia estaban exentos de impuestos y no podían ser obligados a ir a la guerra fuera de Hungría ni estaban obligados a financiarla. Este fue también un documento de importancia histórica, ya que establecía los principios de igualdad para toda la nobleza de la nación. Se crearon siete copias del edicto, una para cada una de las siguientes instituciones: al papa, a los caballeros templarios, a los caballeros hospitalarios, al propio rey húngaro, a los capítulos de Esztergom y Kalocsa y al nádor.
La creación de la carta se vio influenciada por el surgimiento de una clase media nobiliaria, inusual en el sistema feudal del país. Como gesto habitual de generosidad, Andrés II solía donar propiedades a sus sirvientes más fieles, quienes posteriormente adquirieron un nuevo poder económico y de clase. Ante el cambio en el sistema de clases y la situación económica del país, Andrés II se vio obligado a decretar la Bula de Oro de 1222 para relajar las tensiones entre los nobles hereditarios y la naciente nobleza de clase media.
La Bula de Oro se compara a menudo con la Carta Magna: la Bula fue el primer documento constitucional de la nación de Hungría, mientras que la Carta Magna fue la primera carta constitucional de la nación de Inglaterra.

## Puntos principales de la Bula
- I. Que ningún noble sea arrestado (injustamente), ni oprimido por deseo de algún poder.
- II. Los nobles no pagarán más impuestos, no serán recolectados denarios de las arcas de los nobles. Tampoco serán ocupadas ni sus residencias, ni sus aldeas, y serán visitadas solo por aquellos que hayan sido invitados. No será recolectado impuesto para la Iglesia.
- III. Si algún noble muere sin tener hijo varón descendiente, que a su hija le corresponda un cuarto del territorio; las demás propiedades serán según el gusto ordenadas bajo el mando de otros, y si por su muerte no pudiese ocuparse de ellos, que estas propiedades pasen a manos de su familiar más lejano; si no lo hay, entonces que pasen a manos del rey.
- IV. Si el rey desea llevar su ejército fuera del reino, los nobles no están en el deber de ir con él, si éste no les paga. Por el contrario, si algún ejército extranjero penetra en suelo húngaro, todos están en la obligación de repelerlo.
- VII. Que el Nádor de Hungría juzge a todas las personas en el reino sin diferencia alguna; pero que no emita juicios sobre los nobles y altos funcionarios sin el conocimiento y aprobación del rey.
- VIII. Si extranjeros arriban al reino, que no se les dé honores o cargos sin permiso del consejo real.
- XI. Que no se le sean dadas propiedades húngaras a extranjeros.
- XXVI. Que ningún título o cargo público (ispán, alispán) sea hereditario.
- XVI. Que nadie aparte del Nádor de Hungría, el ban, el rey y la reina consorte porte más de dos títulos
- XXIV. Que ni los judíos ni los ismaelitas ejerzan cargos públicos. Que los ispán de cámara, los que manejan el dinero, recolectores de impuestos y aduaneros sean solamente nobles húngaros.
- XXX. Para que este documento sea vigente en el futuro, serán emitidas siete copias certificadas con un sello de oro. La primera de ellas será enviada al Papa, la segunda copia será mantenida junto a los caballeros hospitalarios estefanitas, la tercera en donde los caballeros templarios, la cuarta donde el rey, la quinta en la sede eclesiástica en Esztergom, la sexta en la de Kalocsa y la séptima que sea guardada donde el Nádor húngaro, para que estas escrituras no sean ni confundidas ni falsificadas.

Igualmente la Bula de Oro sostenía que, si el rey húngaro no era capaz de mantener los puntos establecidos, entonces era legal el alzarse contra su majestad. Este documento se mantuvo vigente en el reino desde 1222 hasta 1848, cuando la revolución húngara de 1848 abolió gran parte de sus puntos.